# Morten Dreyer
Morten Christian Hempel Dreyer (født 21. juni 1860 i København, død 20. april 1934 i Odense) var en dansk journalist, bror til Jørgen Dreyer og far til Jørgen Christian Dreyer.
Han var søn af etatsråd, udgiver af Fyens Stiftstidende J.C. Dreyer og hustru Elise f. Petersen. Dreyer blev student fra Sorø Akademi 1879; cand.polit. 1883, medarbejder ved Berlingske Tidende 1883, ved Horsens Avis 1883-84, ved Fyens Stiftstidende fra 1884 og overtog redaktionen af denne 1892 samt bogtrykkeriet 1897.
Han var formand for Foreningen for Højrepressen i Provinserne, medlem af Højres repræsentantskab, næstformand for Højres organisation i 6. Landstingskreds og senere, efter oprettelsen af Det Konservative Folkeparti, medlem af bestyrelsen for Den konservative Vælgerforening for Odense og Omegn. Han var tillige formand for Stiftelsen af 18. Sept. for gamle Haandværksmestre og deres Enker, for Odense Musikforening og for Foreningen Fruens Bøge. Han blev Ridder af Dannebrog i 1900 og Dannebrogsmand i 1922.
Han var gift med Henriette Bang (født 13. september 1861 i Odense), datter af bankdirektør J.S. Bang og hustru f. Krag.